# Jakub Smektała
Jakub Smektała (ur. 26 sierpnia 1987 w Rawiczu) – polski piłkarz występujący na pozycji pomocnika w polskim klubie Barycz Sułów. Wychowanek Sparty Miejska Górka, w swojej karierze reprezentował także barwy Piasta Kobylin, Jaroty Jarocin, Piasta Gliwice, Ruchu Chorzów oraz Zawiszy Bydgoszcz.